# Jules Vandooren
Jules Vandooren (ur. 30 grudnia 1908 w Armentières, zm. 7 stycznia 1985 w Calais) – francuski piłkarz i trener, reprezentant kraju, grający na pozycji obrońcy.

## Kariera klubowa
Vandooren w wieku 18 lat został piłkarzem Olympique Lillois, gdzie szybko zapewnił sobie miejsce w składzie. Zdobył mistrzostwo Francji w sezonie 1932/33. Trzy lata później drużyna Lillois została wicemistrzem kraju, a w 1939 dotarła także do finału Pucharu Francji, gdzie poległa z RC Paris. Przez 12 lat Vandooren rozegrał w zespole 170 spotkań, w których strzelił dwie bramki. 
Po zajęciu Francji przez niemiecki Wehrmacht, północ kraju znalazła się w „strefie zakazanej”, co również skutkowało znacznymi ograniczeniami w uprawianiu sportu. Dlatego Jules Vandooren przeniósł się do Red Star 93, a następnie jako grający trener od 1941 w Stade de Reims. W kolejnych latach pełnił podobną funkcję w US Orléans (1943–1948) i SM Caen (1949–1952).

## Kariera reprezentacyjna
Vandooren zadebiutował w reprezentacji Francji 12 lutego 1933 w meczu przeciwko Austrii, przegranym 0:4. Pół roku później został powołany na Mistrzostwa Świata. Francja na turnieju przegrała już w pierwszej rundzie z reprezentacją Austrii 2:3. Courtois przesiedział ten mecz na ławce rezerwowych.
Cztery lata później został powołany na Mistrzostwa Świata 1938 rozgrywane we Francji. Na turnieju nie zagrał w żadnym ze spotkań. Po raz ostatni w reprezentacji zagrał 15 marca 1942 w meczu przeciwko Hiszpanii, przegranym 0:4. Łącznie Vandooren w latach 1933–1942 wystąpił w 23 spotkaniach reprezentacji Francji.
| Mecze i gole w reprezentacji | Mecze i gole w reprezentacji | Mecze i gole w reprezentacji | Mecze i gole w reprezentacji | Mecze i gole w reprezentacji | Mecze i gole w reprezentacji | Mecze i gole w reprezentacji |
| #                            | Data                         | Miasto                       | Przeciwnik                   | Gol                          | Wynik                        | Rozgrywki                    |
| ---------------------------- | ---------------------------- | ---------------------------- | ---------------------------- | ---------------------------- | ---------------------------- | ---------------------------- |
| 1.                           | 12.02.1933                   | Paryż                        | Austria                      |                              | 0:4                          | towarzyski                   |
| 2.                           | 19.03.1933                   | Berlin                       | III Rzesza                   |                              | 3:3                          | towarzyski                   |
| 3.                           | 23.04.1933                   | Paryż                        | Hiszpania                    |                              | 1:0                          | towarzyski                   |
| 4.                           | 25.05.1933                   | Colombes                     | Walia                        |                              | 1:1                          | towarzyski                   |
| 5.                           | 06.12.1933                   | Londyn                       | Anglia                       |                              | 1:4                          | towarzyski                   |
| 6.                           | 21.01.1934                   | Bruksela                     | Belgia                       |                              | 3:2                          | towarzyski                   |
| 7.                           | 11.03.1934                   | Paryż                        | Szwajcaria                   |                              | 0:1                          | towarzyski                   |
| 8.                           | 24.01.1935                   | Madryt                       | Hiszpania                    |                              | 0:2                          | towarzyski                   |
| 9.                           | 17.02.1935                   | Rzym                         | Włochy                       |                              | 1:2                          | towarzyski                   |
| 10.                          | 17.03.1935                   | Paryż                        | III Rzesza                   |                              | 1:3                          | towarzyski                   |
| 11.                          | 14.04.1935                   | Bruksela                     | Belgia                       |                              | 1:1                          | towarzyski                   |
| 12.                          | 19.05.1935                   | Colombes                     | Węgry                        |                              | 2:0                          | towarzyski                   |
| 13.                          | 27.10.1935                   | Genewa                       | Szwajcaria                   |                              | 1:2                          | towarzyski                   |
| 14.                          | 09.02.1936                   | Paryż                        | Czechosłowacja               |                              | 0:3                          | towarzyski                   |
| 15.                          | 13.12.1936                   | Paryż                        | Jugosławia                   |                              | 1:0                          | towarzyski                   |
| 16.                          | 04.12.1938                   | Neapol                       | Włochy                       |                              | 0:1                          | towarzyski                   |
| 17.                          | 22.01.1939                   | Paryż                        | Polska                       |                              | 4:0                          | towarzyski                   |
| 18.                          | 16.03.1939                   | Paryż                        | Węgry                        |                              | 2:2                          | towarzyski                   |
| 19.                          | 18.05.1939                   | Bruksela                     | Belgia                       |                              | 3:1                          | towarzyski                   |
| 20.                          | 21.05.1939                   | Colombes                     | Walia                        |                              | 2:1                          | towarzyski                   |
| 21.                          | 28.01.1940                   | Paryż                        | Portugalia                   |                              | 3:2                          | towarzyski                   |
| 22.                          | 08.03.1942                   | Marsylia                     | Szwajcaria                   |                              | 0:2                          | towarzyski                   |
| 23.                          | 15.03.1942                   | Sewilla                      | Hiszpania                    |                              | 0:4                          | towarzyski                   |

## Kariera trenerska
Vandooren jako grający trener od 1941 występował w Stade de Reims. W kolejnych latach pełnił podobną funkcję w US Orléans (1943–1948) i SM Caen (1949–1952).
Od 1952 do 1956 pracował w KAA Gent. W latach 1956–1959 powrócił do Francji, gdzie trenował po raz drugi w swojej karierze US Orléans. Po spadku do drugiej ligi pod koniec sezonu 1959, Lille OSC zatrudniło Julesa Vandoorena, aby zastąpił André Cheuvę. 
20 sierpnia 1960 Senegal pod rządami prezydenta Léopolda Sédara Senghora ogłosił niepodległość. Następnie, w tym samym roku, powstała senegalska federacja piłkarska. Vandooren podjął pracę w tym kraju jako trener pierwszej drużyny, którą opiekował się do 1963. 
W kolejnych latach pracował we Francji i Belgii, trenując CS Sedan (1963–1964), US Orléans (1964–1966), Cercle Brugge (1966–1967), KAA Gent (1967–1971) oraz Excelsior Mouscron (1971–1972).

## Sukcesy
Olympique Lillois
- Mistrzostwo Francji (1): 1932/33
- Finał Pucharu Francji (1): 1938/39